# تسويق صناعي
التسويق الصناعي أو تسويق الأعمال التجارية من الأعمال التجارية الأخرى هو تسويق السلع والخدمات من قبل شركة واحدة إلى أخرى. السلع الصناعية هي تلك التي تستخدمها الصناعة لإنتاج منتج نهائي من واحد أو أكثر من المواد الخام. اُستبدل مصطلح التسويق الصناعي إلى حد كبير بمصطلح تسويق الأعمال التجارية من الأعمال التجارية الأخرى (B2B).

## الاصول والاستخدام
تاريخيا، فرّق مجال التسويق بين تسويق السلع الصناعية وتسويق السلع الاستهلاكية. واعترافاً بأهمية معرفة من كان مسؤولاً عن اتخاذ قرارات الشراء الصناعية، كتب جون فريدريك في عام 1934:
الهدف الرئيسي لكل تسويق [صناعي] هو التواصل مع الشخص الذي يتخذ قرار الشراء الفعلي، بغض النظر عن منصبه أو لقبه.
خلال 1980، الشركات تحولت من التسويق الصناعي إلى الأعمال التجارية والتسويق. في غضون عقد من الزمن، فإن مصطلح تسويق الأعمال التجارية إلى حد كبير من النازحين التسويق الصناعي. وبحلول أواخر 1990.
خلال عقد من الزمن، حل مصطلح التسويق التجاري محل مصطلح التسويق الصناعي إلى حد كبير. وبحلول أواخر التسعينيات، أصبح مصطلح تسويق معاملات الشركات (B2B) شائع الاستخدام على نطاق واسع.

## التسويق الصناعي أو تسويق معاملات الشركات (B2B)
السمات الرئيسية لعملية البيع من معاملات الشركات هي:
- التسويق فردي بطبيعته. اكتشاف من يجب تطوير علاقة تسويقية معه وتحديد العوامل الحاسمة المؤثرة في صنع القرار هي قدرات مهمة.
- درجة عالية من الاحتراف وتدريب الناس في شراء العمليات المعنية. في كثير من الحالات، اثنين أو ثلاثة من صناع القرار يجب أن توافق على خطة شراء.
- في كثير من الأحيان شراء أو بيع عملية معقدة تشمل العديد من المراحل (على سبيل المثال، طلب اقتراح، طلب العطاء، عملية منح مناقصة، عقد المفاوضات وتوقيع العقد النهائي).
- بيع أنشطة تنطوي على عمليات طويلة من التنقيب، تصفيات، التودد، مما يجعل تمثيل إعداد المناقصات ووضع استراتيجيات التفاوض على العقود.

## الخلط بين معاملات الشركات ومعاملات الأفراد
التسويق الصناعي يمكن عبور الحدود إلى معاملات الأفراد. على سبيل المثال قد يقوم بائع مكونات إلكترونية بتوزيع المنتجات الصناعية من خلال قنوات التسويق ولكن أيضا دعم المبيعات الاستهلاكية. العديد من المنتجات مرغوبة بنفس القدر المطلوب من قبل رجال الأعمال والمستهلكين، مثل منتجات الصوت والأثاث والطلاء الأجهزة، إلخ. ومع ذلك، يقوم مقدمي الخدمة في كثير من الأحيان بعمليات تسويق صناعية واستهلاكية منفصلة لتعكس الاحتياجات المختلفة للقناتين.

## المناقصة التنافسية
التسويق الصناعي غالبا ما ينطوي على تنافسية المناقصة هذا هي العملية حيث الشرائية المنظمة تتعهد بشراء السلع والخدمات من الموردين المناسبين. ويرجع ذلك إلى ارتفاع قيمة بعض المشتريات (على سبيل المثال شراء جهاز حاسوب جديد، آلات التصنيع، أو الاستعانة بمصادر خارجية لعقد صيانة) وتعقيد هذه المشتريات، فإن المنظمة الشرائية سوف تسعى إلى الحصول على عدد من العروض من منافسة الموردين واختيار أفضل تقدم. هناك مهنة كاملة (الاقتناء الاستراتيجي) وتشمل ذلك التعليم العالي والتدريب والمؤهلات بُنيت حول عملية صنع المشتريات الهامة. الشرط الرئيسي في أي مناقصة تنافسية هو التأكد من أن:
- في حالة الأعمال التجارية لشراء، الانتهاء والموافقة عليها.
- شراء أهداف المنظمة للشراء بوضوح.
- عملية الشراء المتفق عليها وهذا يتوافق مع التوجيهات المالية والسياسات التنظيمية.
- معايير الاختيار.
- ميزانية قدرت والموارد المالية المتاحة.
- شراء فريق (أو اللجنة) قد جُمعت.
- مواصفات كُتبت.
- مسح أولي للسوق تُقرر إمكانات كافة الموردين المتاحة لجعل العملية قابلة للتطبيق (هذا يمكن في بعض الأحيان أن تتحقق باستخدام التعبير عن الفائدة العملية).
- فإنه قد ثبت أن تنافسية عملية المناقصة هي أفضل طريقة من أجل تحقيق أهداف شراء هذا المشروع. إذا (على سبيل المثال) كان من المعروف أن هناك واحد فقط من المنظمات قادرة على تزويد أفضل للحصول على التحدث معهم والتفاوض على العقد.

ونظرا للقيمة المادية الكبيرة للعديد من عمليات الشراء، تنشأ قضايا النزاهة. المنظمات تسعى إلى ضمان منح العقد على أساس «الأنسب» إلى معايير متفق عليها، وليس على الرشوة، الفساد أو عدم الكفاءة.

## عملية تقديم العطاءات
الموردين الذين يسعون للفوز في مناقصة تنافسية تذهب من خلال عملية تقديم العطاءات. في الأكثر بدائية، وهذا من شأنه أن يتكون من تقييم مواصفات (الصادرة عن منظمة الشراء)، تصميم اقتراح مناسب وتحديد السعر.

## رحلة الشراء الصناعية
قبل أن يشارك المشترون الصناعيون في عملية تقديم العطاءات، يخوضون رحلة شراء طويلة ومتميزة. كشفت دراسة أجريت عام 2018 من قبل توماس و شركة الأبحاث ستراتيجن كشفت ان عملية الشراء تتضمن 15 خطوة متميزة:
1. إنشاء الأعمال التجارية بحاجة للحصول على منتج معين أو خدمة.
2. تحديد متطلبات المنتج أو الخدمة يجب أن تستوفي.
3. تحديد ما هي المنتجات أو الخدمات إلى النظر.
4. تحديد ما إذا كان المنتج الجديد أو الخدمة اللازمة لمواجهة حاجة العمل.
5. تحديد ما إذا كان شراء منتج أو خدمة جديدة ماليا مبررة وبأسعار معقولة.
6. تحديد المعايير التي تستخدم لتقييم المنتجات أو الخدمات قيد النظر.
7. أولويات المعايير التي تستخدم لتقييم المنتجات أو الخدمات قيد النظر.
8. تقييم منتجات أو خدمات بديلة ضد الأولوية المعايير.
9. حدد المنتج أو الخدمة للحصول عليه.
10. تحديد المعايير التي تستخدم لتقييم الموردين التي تقدم اللازم للمنتج أو الخدمة.
11. أولويات المعايير المستخدمة في تقييم الموردين تقديم ما يلزم من المنتج أو الخدمة.
12. تحديد الموردين للنظر.
13. تقييم الموردين للبدائل ضد أولوية المعايير.
14. حدد المورد من خلال الحصول على المنتج أو الخدمة.
15. الشروع في شراء المنتج أو الخدمة.

من خلال مواءمة أنشطة التسويق للمصنعين والموردين الصناعيين مع دورة الشراء، مما يجعلها أكثر نجاحا. هذه مشابهة جدا إلى العملية الداخلية للتسويق الداخلي.

## عمليات الشراء غير التنافسية
تُعتبر عمليات المناقصة مستهلكة للوقت ومكلفة، خاصة عند تنفيذها بهدف ضمان النزاهة. ومن المرجح بشكل خاص أن تستخدم الوكالات الحكومية عمليات مناقصة تنافسية معقدة نظرًا للتوقع بأن ينظر إليها في جميع الأوقات على أنها تنفق الأموال العامة بشكل مسؤول ويمكن مساءلتها عنه. ويمكن للشركات الخاصة تجنب تعقيدات عملية المناقصة الشفافة بالكامل، ولكنها لا تزال قادرة على إدارة عملية الشراء ببعض الدقة.

## حلول للبيع
تستخدم الشركات التجارية (B2B) بيع الحلول على نطاق واسع حيث يقوم فريق المبيعات بتحديد مشكلة العميل أو احتياجاته وبيع السلع أو الخدمات التي تعالج هذه الاحتياجات بشكل خاص. في بيع الحلول، من الضروري أن يستكشف موظفو المبيعات متطلبات العميل بعمق قبل تقديم الحل.
يدعم التسويق بيع الحلول من خلال أساليب مثل التسويق القائم على الحساب - فهم متطلبات منظمة مستهدفة معينة كأساس لبرنامج تسويقي. وكما تظهر الأبحاث، فإن نجاح المبيعات يعتمد بشكل كبير على الموردين الذين يفهمون العميل. في بحث بريطاني، يعتقد 77٪ من كبار صانعي القرار أن نهج التسويق للموردين الجدد غير مستهدف بشكل جيد ويجعل من السهل تبرير البقاء مع الموردين الحاليين.
تلعب إدارة فريق المبيعات دورًا حاسمًا في البيع الصناعي، حيث تفترض دورًا أكبر من الأجزاء الأخرى من مزيج التسويق. تعتمد المنظمات الصناعية النموذجية على قدرة موظفي المبيعات على بناء علاقات مع العملاء. خلال فترات الطلب المرتفع (الازدهار الاقتصادي)، غالبًا ما يصبح فريق المبيعات مجرد متلقي للأوامر ويكافحون للرد على طلبات العملاء للحصول على عروض الأسعار والمعلومات. ومع ذلك، عندما يضرب الركود الاقتصادي، يصبح من الضروري توجيه فريق المبيعات للخارج لبيع المنتجات.

## من وقود الحرب إلى المقدم المفضل
مصطلح "وقود الحرب" مشتق من الحروب العالمية ويشير إلى تكدس القوات غير المدربة والمجندة حديثًا المرسلة إلى الجبهات لمواجهة العدو. هذه القوات عادةً ما كان لديها معدل بقاء ضعيفًا ولكنها قدمت ميزة تكتيكية تتمثل في تشتيت انتباه العدو بينما يشن الجنود المحترفون عمليات أكثر فعالية. في تطبيق هذا المصطلح على التسويق الصناعي، يعني تلك العطاءات المقدمة التي ليس لديها فرصة للفوز ولكنها تشارك لزيادة العدد (لا يمكنك أن يكون لديك عرض واحد فقط في عملية مناقصة "تنافسية"؛ هذا لن يرضي متطلبات النزاهة) (على سبيل المثال في مناقصات الحكومة، أو للمؤسسات الخاصة، متطلب "اختبار السوق حقًا" و"إبقائهم صادقين"). قد يتساءل القارئ لماذا يذهب أي شخص إلى كل هذا العمل لتقديم عرض عندما لم يكن لديه فرصة للفوز؛ لنفس السبب الذي أرسلت فيه القوات إلى المعركة للموت؛ اعتقدوا أن لديهم فرصة حقيقية.

## المؤشرات
في التسويق الصناعي، لا يزال البيع الشخصي فعالاً للغاية لأن العديد من المنتجات يجب تخصيصها لتناسب متطلبات كل عميل على حدة. وتوفر المؤشرات مثل "هندسة عملية البيع" معلومات عن المبيعات المتوقعة في المستقبل القريب، كما يشير "معدل الإصابة" إلى ما إذا كانت منظمة المبيعات مشغولة بفرص مبيعات واعدة أم أنها تبذل الكثير من الجهد في مشاريع خسرت في النهاية لصالح المنافسين أو يتخلى عنها من قبل العميل المحتمل.

## الإنترنت والتسويق بين الشركات (B2B)
شهدت طفرة الإنترنت وانهيار شركات الإنترنت في أواخر التسعينيات محاولات كبيرة لتطوير التسوق عبر الإنترنت. اكتشف العديد من رواد الأعمال (ومستثمروهم) أن مجرد امتلاك موقع ويب (بغض النظر عن مدى ابتكاره) لا يكفي لتحقيق المبيعات. أدى مقدار الإعلان في وسائل الإعلام التقليدية المطلوب للترويج للمواقع إلى استنزاف الأموال بشكل أسرع من المبيعات التي اُنشئت عبر الإنترنت. كما افترضوا أن المستهلكين سيتجنبون تجربة التسوق التقليدية (القيادة، والبحث عن مواقف السيارات، والخدمة السيئة، إلخ) من أجل راحة التسوق عبر الإنترنت. فعل البعض ذلك، لكن بالنسبة للعديد من الشركات، لم يكن ذلك بالعدد الكافي. كانت هناك العديد من المشاكل غير المتوقعة، وبصرف النظر عن بعض الاستثناءات البارزة (مثل أمازون وغيرها)، فقد فشل التسويق عبر الإنترنت من الشركات إلى المستهلكين للعديد من الشركات. ومع ذلك، حقق البيع من شركة إلى أخرى (B2B) نتائج ملحوظة بشكل أكثر تكرارًا.